# Luke Lea (Politiker, 1879)

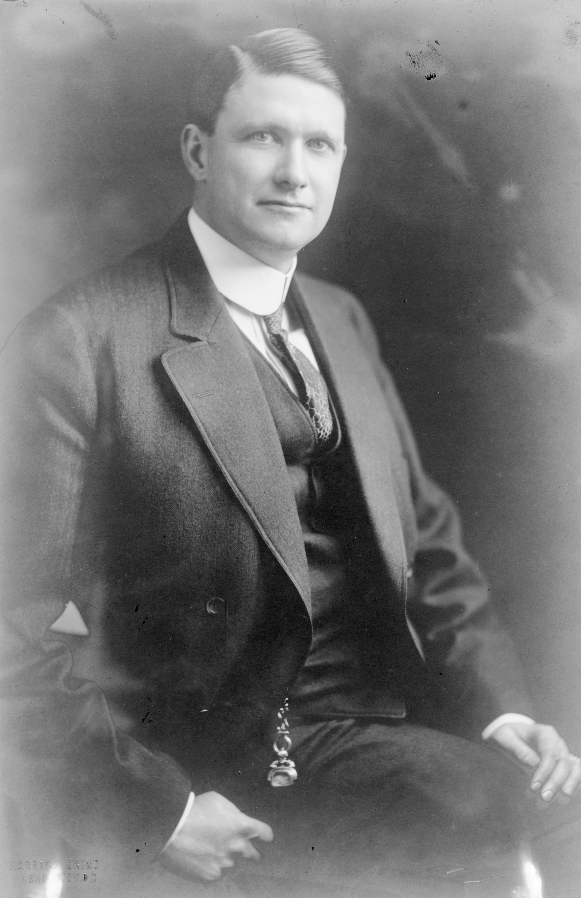
Luke Lea

Luke Lea (* 12. April 1879 in Nashville, Tennessee; † 18. November 1945 ebenda) war ein US-amerikanischer Politiker der Demokratischen Partei. Von 1911 bis 1917 saß er für den US-Bundesstaat Tennessee im US-Senat. 

## Biographie
Lea wurde in Nashville geboren. Er war ein Urenkel von Luke Lea, der für Tennessee im US-Repräsentantenhaus saß. In Nashville besuchte Lea die öffentlichen Schulen. Anschließend studierte er Jura an der University of the South und der Columbia University. 1903 wurde er als Rechtsanwalt zugelassen und arbeitete fortan in eigener Kanzlei in Nashville.
1907 gründete er die Zeitung The Tennessean. Er war als erster Herausgeber und Redakteur maßgeblich während der Gründungsjahre beteiligt. 1911 wurde Lea dann von der Tennessee General Assembly in den US-Senat gewählt. Dort vertrat er fortan die Interessen seines Heimatstaates. Lea tat sich als starker Unterstützer der Politik von US-Präsident Woodrow Wilson auf. Zwischen 1913 und 1915 war er Vorsitzender des United States Congress Joint Committee on the Library. Während seiner Amtszeit war er für die Einrichtung des Federal Reserve System, der Notenbank der Vereinigten Staaten. Ebenso unterstützte er Robert M. La Follette senior bei einigen Gesetzesvorhaben, setzte sich gegen die Kinderarbeit und für die Einführung des Achtstundentages ein. Während Leas Amtszeit trat der 17. Zusatzartikel zur Verfassung der Vereinigten Staaten in Kraft. Lea musste sich also, wenn er wiedergewählt werden wollte, dem Votum der wahlberechtigten Einwohner von Tennessee stellen. Dazu kam es jedoch nicht, weil sich Lea bereits während des Vorwahlen für die Senatswahl im Jahr 1916 seinem Kontrahenten Kenneth McKellar geschlagen geben musste, der die Wahl erfolgreich für sich entscheiden konnte. Lea schied Anfang 1917 aus dem Senat aus und kehrte nach Nashville zurück, wo er wieder als Rechtsanwalt tätig war und wiederum bei der von ihm gegründeten Zeitung als Herausgeber und Redakteur tätig war. Kurz nachdem die Vereinigten Staaten aktiv in den Ersten Weltkrieg eingetreten waren, wurde auch Lea in den aktiven Dienst berufen. Er war für die United States Army in Europa, hauptsächlich den Niederlanden und dem Deutschen Reich im Einsatz.
Nachdem er von den Schlachtfeldern des Ersten Weltkrieges zurückgekehrt war, war er maßgeblich an der Gründung der American Legion beteiligt. 1929 sollte er von Gouverneur Henry Hollis Horton für den Sitz des verstorbenen Lawrence Tyson in den Senat berufen werden. Lea lehnte dies jedoch ab. Er war vielmehr nunmehr auch im Bank- und Immobiliensektor tätig. Aufgrund von dubiosen Geschäften wurde er gemeinsam mit einigen Geschäftspartnern, zu denen auch sein ältester Sohn gehörte, 1930 in North Carolina in Haft genommen. Dort blieb er bis 1937, als ein Gnadengesuch erfolgreich war. Zeit seines Lebens war er davon überzeugt, dass sie alle unschuldig waren. 
Am 18. November 1945 starb Lea in seiner Geburtsstadt. Er war mit Mary Louise Warner verheiratet und hatte mit ihr zwei Söhne.